# Fantôme de Kiev

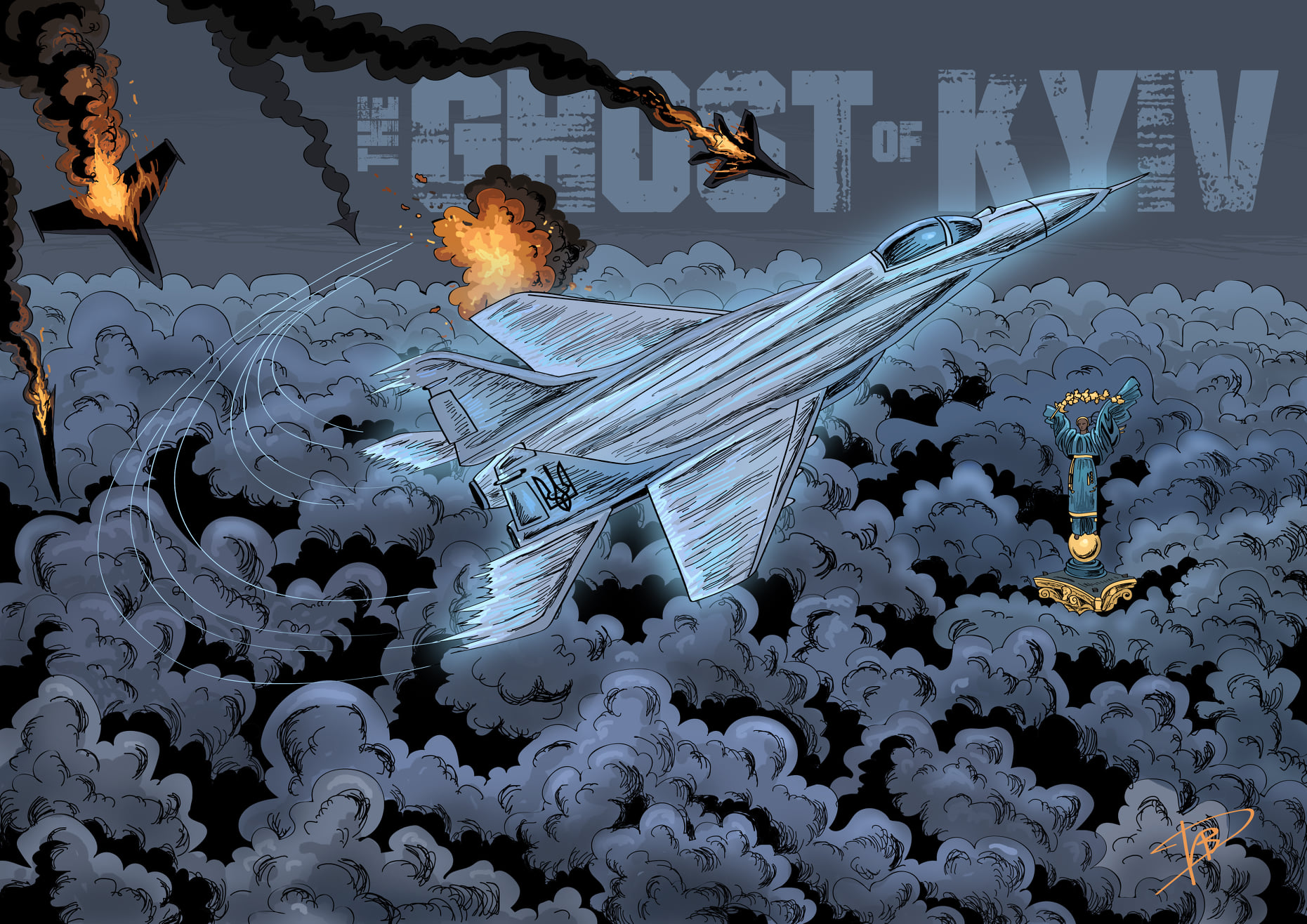
Fan art du fantôme de Kiev

Le fantôme de Kiev (ukrainien : Привид Києва, Pryvyd Kyieva ; russe : Призрак Киева, Prizrak Kieva), aussi appelé par son nom anglais Ghost of Kyiv, est le nom d'un hypothétique as de l'aviation ukrainien pilotant un MiG-29 qui aurait abattu six avions russes lors du premier jour de l'offensive de Kiev, le 24 février 2022,. Les rumeurs entourant ses exploits auraient fait de lui un héros aux yeux de la population ukrainienne, même si elles relèvent vraisemblablement de légendes urbaines car rien n'atteste l’existence de ce pilote au-delà de la propagande de guerre et des réseaux sociaux.

## Histoire

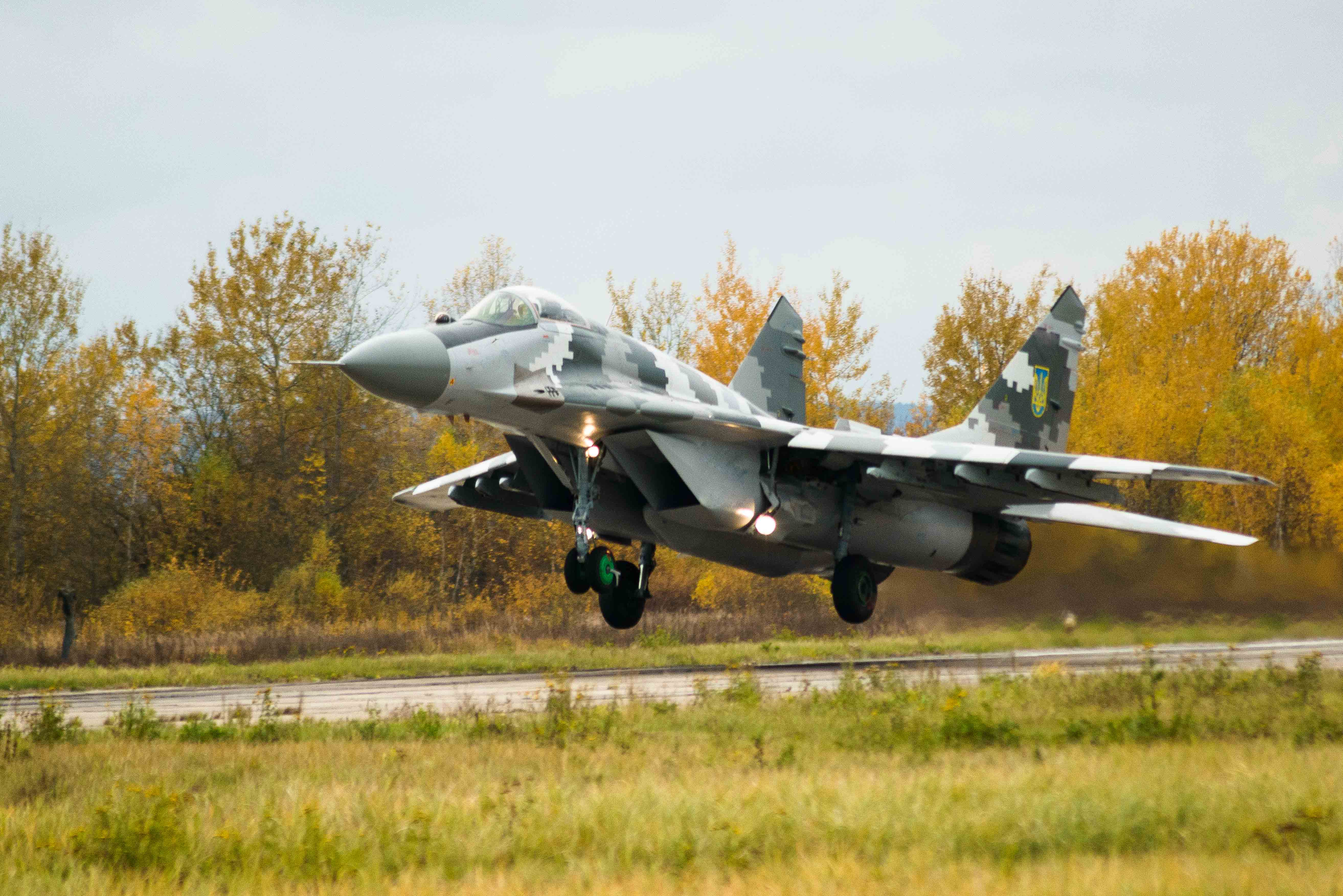
MiG-29 ukrainien en 2016.

### Apparition du récit
Le 24 février 2022, premier jour de l'invasion de l'Ukraine par la Russie, des vidéos commencent à circuler largement sur les réseaux sociaux montrant des avions de chasse dans le ciel de Kiev. Les images s'accompagnent de commentaires revendiquant qu'un seul pilote ukrainien aurait abattu plusieurs avions russes,. L'homme,  présenté comme pilotant un МіG-29 et surnommé le fantôme de Kiev par le public ukrainien, est crédité de six victoires aériennes au cours des 30 premières heures de l'invasion. Les six avions abattus seraient deux Su-35, deux Su-25, un Su-27 et un МіG-29,,, alors même que les MiG-29 des forces aériennes russes ne sont vraisemblablement pas engagés dans ce conflit. Ces performances feraient que, s'il existait, le fantôme de Kiev serait le premier as du XXIe siècle et compterait même parmi les « as en un jour ».
Le ministère ukrainien de la Défense affirme initialement que, si les avions abattus sont confirmés, le fantôme de Kiev pourrait être l'un des dizaines de pilotes réservistes retournés d'urgence dans les forces armées ukrainiennes après l'invasion russe. Dans un tweet, il qualifie le fantôme de Kiev de « vengeur volant ». 

### Démystification
La vraisemblance du récit est cependant remise en cause par le commandant en chef Valeri Zaloujny qui ne confirme que six avions russes abattus au total le premier jour des combats en Ukraine.
Le 29 avril 2022, des sources ukrainiennes affirment que le fantôme de Kiev avait été tué et que son identité était le major Stepan Tarabalka,, mais cette information est démentie par la force aérienne ukrainienne,. Cette dernière ajoute: « Le fantôme de Kiev est vivant et incarne une image collective des pilotes hautement qualifiés de la brigade d'aviation tactique défendant avec succès Kiev et sa région. » . 
L'existence même du Fantôme de Kiev en tant qu'individu ayant réellement existé demeure peu probable. La même force aérienne d'Ukraine dément le lendemain toute existence du pilote en affirmant plutôt le rôle symbolique positif de l'image d'un combattant exceptionnel face à l'attaque russe de la capitale Ukrainienne.
Le magazine français L'Express avance que la vidéo originellement diffusée serait tirée du jeu vidéo Digital Combat Simulator. Le site de gaming Kotaku évoque également le jeu vidéo de simulation aérienne dans un article dédié à la scène devenue virale. Newsweek conclut à l'usage du jeu Digital Combat Simulator puisque la vidéo YouTube originelle, reprise par les médias et les autorités ukrainiennes, en porte la mention.

## Influence
Le fantôme de Kiev semble avoir eu un important effet positif sur le moral des Ukrainiens, renforçant l'optimisme face à l'invasion russe. Bien que la création de la légende urbaine ne soit probablement pas délibérée, son histoire est partagée en masse par les Ukrainiens sur les réseaux sociaux avant d'être évoquée dans des médias officiels ukrainiens.
Le site tchèque Reflex associe le Fantôme de Kiev à la légende urbaine Pérák, ce résistant mythique monté sur ressort dans le Prague de la Seconde Guerre mondiale.